# Malbranchea graminicola
Malbranchea graminicola är en svampart som beskrevs av Sigler & J. Lacey 1982. Malbranchea graminicola ingår i släktet Malbranchea och familjen Myxotrichaceae.   Inga underarter finns listade i Catalogue of Life.